# Sint-Mattheüskerk (Dürler)

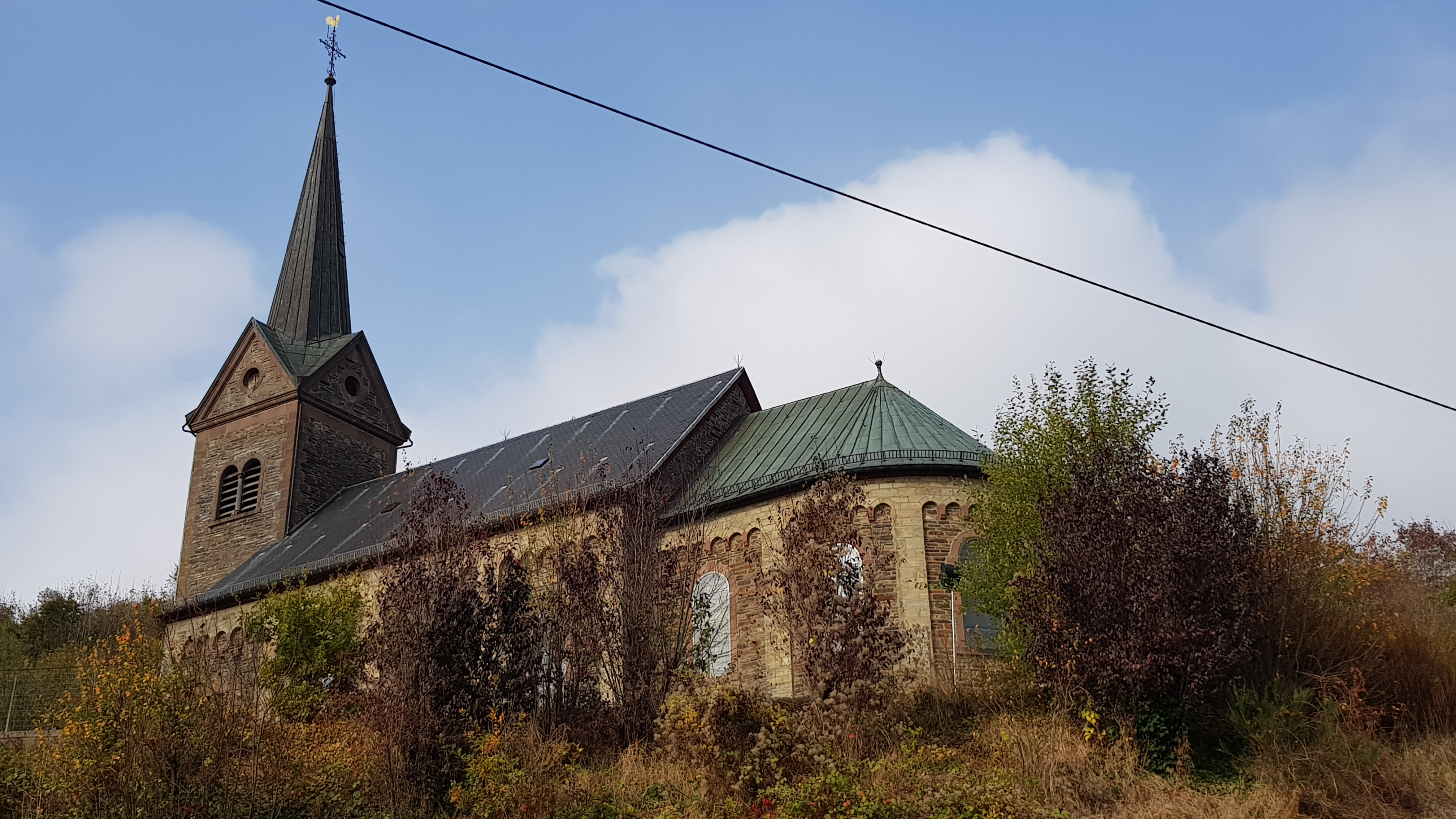
Sint-Mattheüskerk

De Sint-Mattheüskerk (Duits: Kirche Sankt Matthias) is de parochiekerk van het tot de Luikse gemeente Burg-Reuland behorende dorp Dürler.
De eerste vermelding van een kerk in Dürler is van 1151. In 1899 werd deze kerk afgebroken en in 1901 werd een nieuwe kerk in gebruik genomen. Het betreft een neoromaans bouwwerk met halfronde apsis en voorgebouwde toren met naaldspits en vier hoekgeveltjes.